# Цидлина
Цидлина (чеш. Cidlina) — река в Чехии (Либерецкий край, Краловеградецкий край, Среднечешский край), правый приток Лабы (Эльбы). Длина Цидлины 87,3 км, падение 2,5 — 2 м на 7,5 км. Площадь водосборного бассейна 1167,0 км².
Берёт начало к северу от деревни Цидлины (район Ломнице над Попелкоу, Либерецкий край) на западном склоне горы Табор в Крконошах, на высоте 355 м, принимает небольшую речку Быстрину и, образуя на пути четыре озерка, впадает в Эльбу у Велкого Осека. На пересечении этих рек также находится старинный чешский город Либице, известный с X века.
Один из притоков Цидлины — река Бистршице.